# Jodel Dossou
Jodel Doussou (Dassa-Zoumè, 17 marzo 1992) è un calciatore beninese, centrocampista del Victoria Rosport e della nazionale beninese.

## Caratteristiche tecniche
È un esterno destro.

## Carriera

### Club
L'8 agosto 2021, nella vittoria in Ligue 1 per 0-2 in casa del Bordeaux, segna il gol dello 0-2, ovvero il suo primo gol nella prima divisione francese, ed insieme al suo compagno Mohamed Bayo, regala alla propria squadra la prima vittoria in campionato all'esordio assoluto, non solo della squadra ma anche proprio, nel campionato e con i rossoblu.

### Nazionale
Il 13 giugno 2015 ha esordito con la nazionale beninese disputando il match di qualificazione per i Mondiali 2014 perso 3-1 contro l'Algeria.

## Statistiche

### Presenze e reti nei club
Statistiche aggiornate al 17 aprile 2022.
| Stagione                | Squadra                 | Campionato              | Campionato | Campionato | Coppe nazionali | Coppe nazionali | Coppe nazionali | Coppe continentali | Coppe continentali | Coppe continentali | Altre coppe | Altre coppe | Altre coppe | Totale | Totale |
| Stagione                | Squadra                 | Comp                    | Pres       | Reti       | Comp            | Pres            | Reti            | Comp               | Pres               | Reti               | Comp        | Pres        | Reti        | Pres   | Reti   |
| ----------------------- | ----------------------- | ----------------------- | ---------- | ---------- | --------------- | --------------- | --------------- | ------------------ | ------------------ | ------------------ | ----------- | ----------- | ----------- | ------ | ------ |
| 2011-2012               | Tonnerre Abomey         | PD                      | ?          | ?          |                 | -               | -               | CCL                | 2                  | 0                  |             | -           | -           | 2+     | 0+     |
| 2012-2013               | Club Africain           | CL                      | ?+3        | ?+1        |                 | -               | -               |                    | -                  | -                  |             | -           | -           | ?+3    | ?+1    |
| 2013-2014               | Liefering               | EL                      | 8          | 2          |                 | -               | -               |                    | -                  | -                  |             | -           | -           | 8      | 2      |
| 2015-2016               | Austria Lustenau        | EL                      | 29         | 5          |                 | -               | -               |                    | -                  | -                  |             | -           | -           | 29     | 5      |
| 2016-2017               | Austria Lustenau        | EL                      | 32         | 2          | CA              | 2               | 0               |                    | -                  | -                  |             | -           | -           | 34     | 2      |
| 2017-2018               | Austria Lustenau        | EL                      | 28         | 7          | CA              | 1               | 0               |                    | -                  | -                  |             | -           | -           | 29     | 7      |
| Totale Austria Lustenau | Totale Austria Lustenau | Totale Austria Lustenau | 89         | 14         |                 | 3               | 0               |                    | -                  | -                  |             | -           | -           | 92     | 14     |
| 2018-2019               | Vaduz                   | CL                      | 34         | 9          | LC              | 2               | 1               | UEL                | 4                  | 1                  |             | -           | -           | 40     | 11     |
| 2019-2020               | Hartberg                | BL                      | 29+2       | 6+1        |                 | -               | -               |                    | -                  | -                  |             | -           | -           | 31     | 7      |
| 2020-2021               | Clermont Foot           | L2                      | 37         | 12         | CF              | 1               | 0               |                    | -                  | -                  |             | -           | -           | 38     | 12     |
| 2021-2022               | Clermont Foot           | L1                      | 28         | 2          | CF              | 2               | 0               |                    | -                  | -                  |             | -           | -           | 30     | 2      |
| Totale Clermont         | Totale Clermont         | Totale Clermont         | 65         | 14         |                 | 3               | 0               |                    |                    |                    |             |             |             | 68     | 14     |
| Totale carriera         | Totale carriera         | Totale carriera         | 230+       | 47+        |                 | 8               | 1               |                    | 6                  | 1                  |             |             |             | 244+   | 49+    |

## Palmarès

### Club

#### Competizioni nazionali
- Coppa del Liechtenstein: 1

Vaduz: 2018-2019